# Zamarada denticatella
Zamarada denticatella là một loài bướm đêm trong họ Geometridae.